# Erigonoplus nobilis
Erigonoplus nobilis là một loài nhện trong họ Linyphiidae.
Loài này thuộc chi Erigonoplus. Erigonoplus nobilis được Konrad Thaler miêu tả năm 1991.